# هوانگ گوم هی
هوانگ گوم هی (کره‌ای: 황금희؛ زادهٔ ۲۰ اوت ۱۹۷۷) بازیگر اهل کره جنوبی است. او قبلاً با نام هنری جی سونگ وون شناخته می‌شد و در اوت ۲۰۱۳، از نام واقعی‌اش هوانگ گوم هی به صورت حرفه‌ای استفاده کرد. برجسته‌ترین کار او فیلم Bedevilled است که مورد تحسین منتقدان قرار گرفت.